# Енекоски
Енекоски (фин. Äänekoski) је град у Финској у округу Средишња Финска. Према процени из 2006. у граду је живело 20.341 становника.

## Становништво
Према процени, у граду је 2006. живело 20.341 становника.
| 1990.  | 2000.  |
| ------ | ------ |
| 21.211 | 20.713 |